# Walter Frederick Morrison

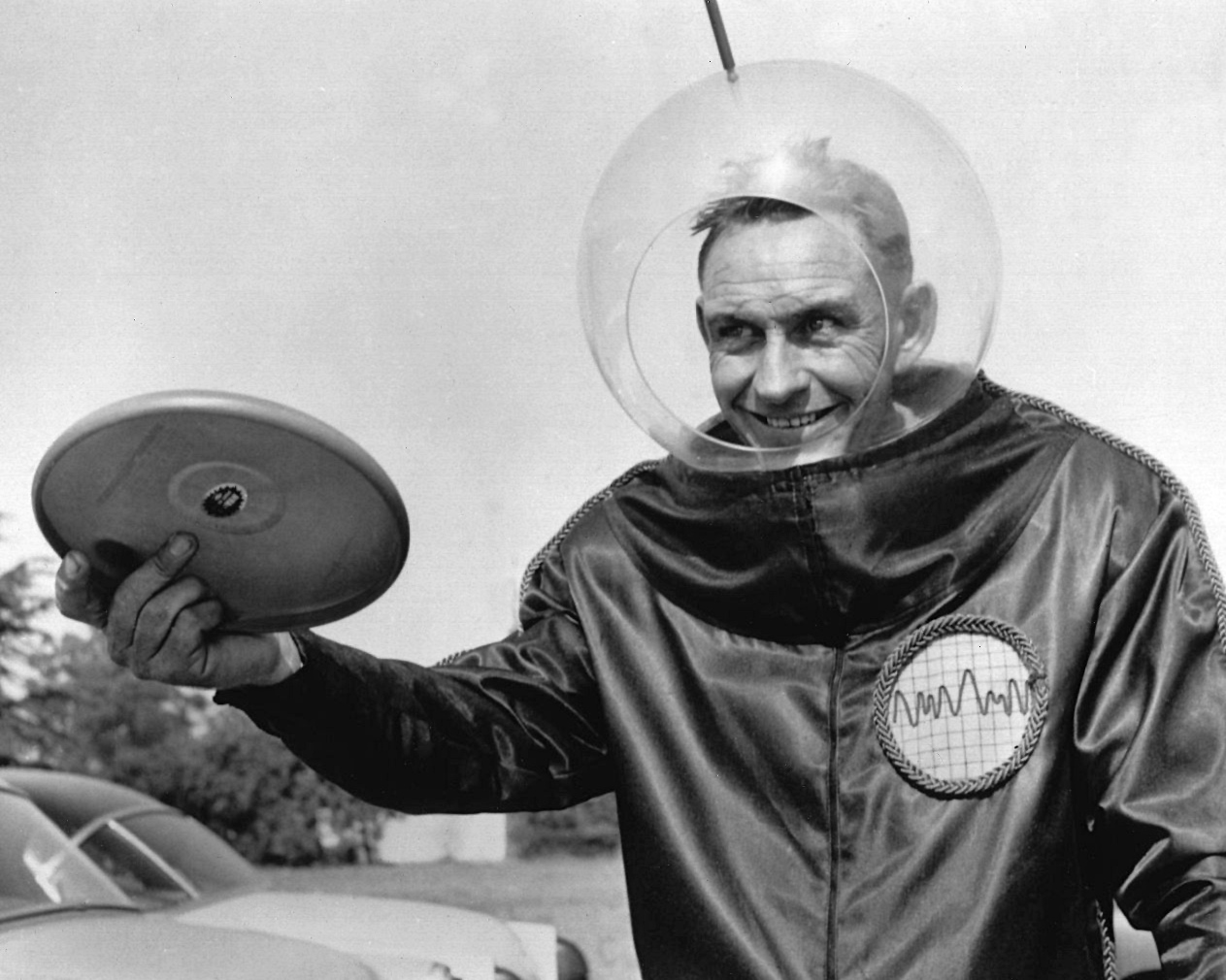
Walter Frederick Morrison (lata 50.)

Walter Frederick „Fred” Morrison (ur. 23 stycznia 1920 w Richfield, zm. 9 lutego 2010 w Monroe) – amerykański przedsiębiorca i wynalazca, pomysłodawca frisbee.

## Życiorys
Twierdził, że na pomysł użycia latających dysków do rekreacji wpadł w 1937, kiedy to ze swoją późniejszą żoną Lu Nay dla zabawy rzucał pokrywkami od puszek z popcornem. Ponieważ te szybko ulegały obiciu, zaczął używać spodów od okrągłych form do ciasta. Wkrótce razem z Lu Nay otworzyli małą firmę, sprzedając „Flyin' Cake Pans” na plażach w Santa Monica.
Fred Morrison pracował jako inspektor budowlany w Los Angeles. W czasie II wojny światowej służył w Siłach Powietrznych Armii Stanów Zjednoczonych jako pilot samolotu myśliwskiego Republic P-47 Thunderbolt. Brał udział w kampanii włoskiej. Został zestrzelony, spędził następnie 48 dni w niewoli jako jeniec Stalagu 13.
Po powrocie do Stanów Zjednoczonych ponownie zajął się produkcją zabawek-latających dysków, zakładając w 1946 firmę „Whirlo-Way”. W 1948 razem z Warrenem Franscionim (również byłym pilotem, który dał środki na uruchomienie produkcji) opracowali nowy produkt z plastiku pod nazwą „Flyin' Saucer” (latające spodki), wykorzystując panujące wówczas ogólne zainteresowanie i modę na tematykę UFO. W 1955 razem z Lu Nay opracowali „Pluto Platter”, który stał się pierwowzorem nowoczesnych latających dysków. W 1957 sprzedał prawa wynalazcze do tego modelu przedsiębiorstwu Wham-O, produkującemu wówczas inne popularne zabawki rekreacyjne (w tym hula-hoop). Otrzymał za to ponad milion dolarów. Wkrótce produkt oferowany już przez tę firmę został nazwany „Frisbee”. Liczba sprzedanych przez Wham-O latających dysków według pomysłu Freda Morrisona wyniosła ponad 200 milionów.

## Życie prywatne
Fred Morrison miał troje dzieci. Jego żona Lu Nay Morrison zmarła w 1987.
Imieniem twórcy frisbee nazwano pole do gry dyskiem w miejscowości Holladay w stanie Utah.